# Тойченталь
Тойченталь (нім. Teutschenthal) — громада в Німеччині, розташована в землі Саксонія-Ангальт. Входить до складу району Заалє.
Площа — 90,60 км2. Населення становить 12 793 ос. (станом на 31 грудня 2021).